# Guarda-rios-comum
O Guarda-rios-comum ou  Guarda-rios-europeu (Alcedo atthis) tem uma larga distribuição em toda a Eurásia e norte da África. Esta ave de cor azul brilhante vive principalmente ao longo de corpos de água.

## Distribuição
É essencialmente uma espécie residente, mas em alguns casos migram em curtas distâncias para o sul quando as águas gelam no inverno. Habita rios, lagos e pântanos.

## Descrição e Alimentação
O guarda-rios-comum mede cerca de 16 cm de comprimento e pesa entre 34 e 45 gramas. Sua envergadura é de cerca de 25 cm. O guarda-rios possui esse nome por ficar grande parte do tempo olhando para corpos de água à procura de peixes. Quando avista algum, mergulha em direção a ele, em um movimento ágil e rápido. Sua alimentação está baseada em peixes, mas come também insetos, anfíbios e crustáceos. O ninho do guarda-rios é feito em um túnel, onde a fêmea bota de 5 a 8 ovos. Eles são bastante territoriais, vivendo quase a vida inteira de forma solitária, formando pares apenas na época de reprodução. Apesar de não estar ameaçado de extinção, o guarda-rios sofre devido a poluição e destruição de seu habitat. Pode viver até 20 anos.

## Galeria de imagens

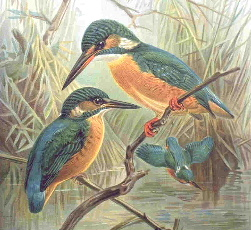
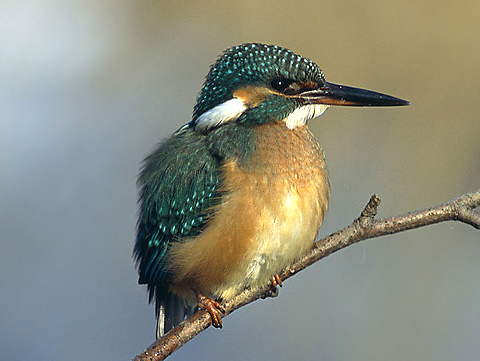
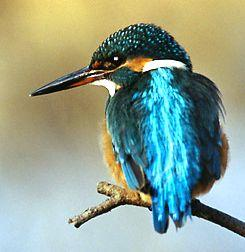
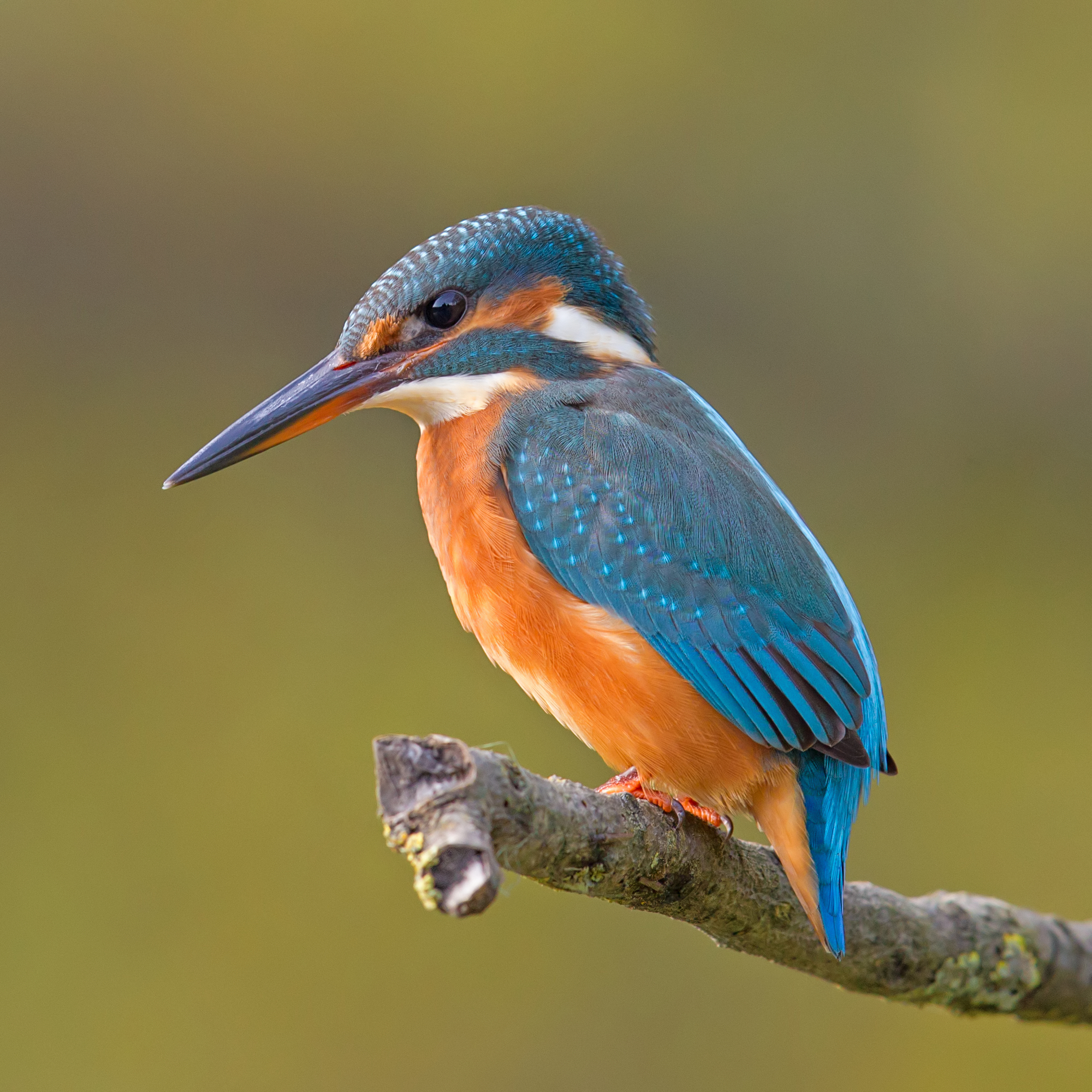